# 陳宜
陳宜（1414年—？），字公宜，號靜軒，江西承宣布政使司吉安府泰和縣（今江西泰和縣）人，明朝政治人物、進士出身。

## 生平
正統六年（1441年）辛酉科舉人江西鄉試第二名。正統七年（1442年）聯捷壬戌科第二甲第一名進士，授工科給事中，歷官應天府府丞，陞雲南布政使，以都察院右副都御史巡撫貴州。官至兵部侍郎。

## 著作
著有《靜軒集》。

## 家族
曾祖父陳以新，曾任元新淦州判。祖父陳有開。父亲陳從先。